# Falsk som vatten
Falsk som vatten är en svensk thrillerfilm från 1985 i regi av Hans Alfredsson, löst baserad på dennes novell "Kommissariens sista fall" ur Lagens långa näsa. Filmen belönades med två guldbaggar – en till Alfredsson för regin, och en till Malin Ek för rollen som kvinnlig poet.

## Handling
Förläggaren John lever i ett passionslöst äktenskap. Genom sitt arbete träffar han poeten Clara. John förälskar sig i Clara och ordnar en lägenhet åt henne i ett rivningshus han äger. Men snart börjar det hända konstiga saker i Claras lägenhet.

## Om filmen
Malin Ek belönades med en guldbagge för sin roll som kvinnlig poet, och Hans Alfredson belönades med en guldbagge för bästa regi.
Hans Alfredson har skrivit manus och regisserat, och manuset är löst baserat på Hans Alfredsons novell "Kommissariens sista fall" ur kriminalnovellsamlingen Lagens långa näsa.
Titeln "Falsk som vatten" är ett citat från Shakespeares Othello. Filmen är 102 minuter lång.

## Rollista (i urval)
- Malin Ek - Clara
- Sverre Anker Ousdal - John
- Marie Göranzon - Anna
- Stellan Skarsgård - Stig
- Örjan Ramberg - Carl
- Lotta Ramel - Fia
- Philip Zandén - Jens
- Catharina Alinder - Tina
- Martin Lindström - Lill-John
- Magnus Uggla - Schüll
- Folke Lindh - Den gamle mannen
- Ing-Marie Carlsson - Göteborgskan
- Gunilla Olsson - Den nya hyresgästen
- Jan Wirén - Doktor
- Carl-Olof Alm - Kommissarien
- Hans Alfredson - Claras pappa
- Tage Danielsson - Partygäst[8]